# Partit Socialista Sicilià
El Partit Socialista Sicílià (Partitu Sucialista Sicilianu en sicilià, Partito Socialista Siciliano en italià, PSS) és un partit polític socialdemòcrata i autonomista a Sicília. Va ser fundat en 1893 a Palerm pels líders del moviment popular dels Fasci Siciliani i, després d'unir-se al Partit Socialista Italià d'aquí a uns anys, va ser refundat el 21 de maig 2013, exactament després de 120 anys a partir del primer congrés dels Fasci i en el mateix lloc (la seu històrica del Fascio de Palerm, en via Alloro 97). És l'hereu polític i la continuació del Partit Socialista Sicilià històric, que era la part principal de la revolta. Exposa les idees del socialisme democràtic i del sicilianisme, sense cap vista aïllacionista, però mantenint-se fidel a l'internacionalisme i europeisme. El partit busca tota l'aplicació de Sicília estatut especial i dona suport a la unificació de l'esquerra siciliana en una perspectiva socialista democràtica. Els membres del partit provenen de les seccions sicilians del Partit Socialista Italià, el Partit Socialista Democràtic Italià i el Partit Socialista Italià d'Unitat Proletària.